# Józef Kokoszka
Józef Kokoszka (ur. 13 listopada 1894 w Świlczy, zm. 3 lipca 1993 w Warszawie) – pułkownik Wojska Polskiego, kawaler Orderu Virtuti Militari.

## Życiorys
Urodził się 11 lutego 1893 w Świlczy, w rodzinie Tomasza i Marii z domu Świstara. W 1905, po ukończeniu czteroklasowej szkoły ludowej w rodzinnej Świlczy, rozpoczął naukę w c. k. Gimnazjum Nr II w Rzeszowie. W 1912 razem z Stanisławem Czajkowskim i Franciszkiem Wątrobą – swoimi przyjaciółmi ze Świlczy i uczniami rzeszowskiego gimnazjum, wstąpił do Związku Strzeleckiego. W czerwcu 1913 złożył maturę.
W 1917 jako młodszy sierżant był wykazany w spisie uczestników 4. Kursu Wyszkolenia . W lipcu 1917, po kryzysie przysięgowym, został wcielony do c. i k. Pułku Piechoty Nr 20 i wysłany na front włoski. We wrześniu 1918 został skierowany na kurs oficerów rezerwy w Radymnie.
3 maja 1922 został zweryfikowany w stopniu kapitana ze starszeństwem z 1 czerwca 1919 i 920. lokatą w korpusie oficerów piechoty. W tym samym roku został przeniesiony do 56 Pułku Piechoty Wielkopolskiej w Krotoszynie. W 1926 pełnił obowiązki komendanta składnicy wojennej 56 pp w Jarocinie. 12 kwietnia 1927 został mianowany na stopień majora ze starszeństwem z 1 stycznia 1927 i 65. lokatą w korpusie oficerów piechoty. W maju tego roku został wyznaczony w macierzystym pułku na stanowisko dowódcy II batalionu. W lipcu 1929 został przeniesiony do kadry oficerów piechoty z równoczesnym przeniesieniem służbowym do Batalionu Podchorążych Rezerwy Piechoty Nr 2 w Tomaszowie Lubelskim (od maja 1930 w Biedrusku) na stanowisko dowódcy baonu. Z dniem 1 listopada 1932 został przeniesiony do Korpusu Ochrony Pogranicza na stanowisko dowódcy Batalionu KOP „Kopyczyńce”. Na stopień podpułkownika został mianowany ze starszeństwem z 1 stycznia 1936 i 15. lokatą w korpusie oficerów piechoty. W kwietniu 1937 został przeniesiony do 58 Pułku Piechoty w Poznaniu na stanowisko zastępcy dowódcy pułku. W marcu 1939 został odkomenderowany do Centrum Wyszkolenia Piechoty w Rembertowie, w charakterze słuchacza kursu wyższych dowódców. W sierpniu tego roku, w czasie mobilizacji, został mianowany dowódcą Ośrodka Zapasowego 14 Dywizji Piechoty. 
Wstąpił do Związku Walki Zbrojnej. 19 kwietnia 1940 został aresztowany i osadzony w siedzibie Gestapo przy ul. Jagiellońskiej, a następnie na rzeszowskim Zamku. W sierpniu tego roku został przetransportowany do obozu koncentracyjnego Sachsenhausen. W następnym miesiącu został przeniesiony do obozu Neuengamme, a 6 listopada do obozu Dachau, w którym otrzymał numer „21221”. 29 kwietnia 1945 został uwolniony przez żołnierzy Armii Stanów Zjednoczonych. W kwietniu 1947 wrócił do Polski. Po zmianach ustrojowych w Polsce w 1989 został mianowany pułkownikiem. Zmarł w 1993 w Warszawie. Został pochowany grobowcu rodzinnym w Świlczy.
Józef Kokoszka w lutym 1922 we Lwowie zawarł związek małżeński ze Stanisławą Węgrzynowską (1896–1995), córką Hipolita i bratanicą ks. prałata Ignacego Węgrzynowskiego. Świadkami na ich ślubie byli dr Lesław Węgrzynowski – kuzyn Stanisławy i Emil Biedrzycki – mąż jej młodszej siostry Józefy. 28 maja 1924 urodziła się córka Hania (Anna).

## Ordery i odznaczenia
- Krzyż Srebrny Orderu Wojskowego Virtuti Militari nr 7118 (17 maja 1922)[17]
- Krzyż Niepodległości (2 sierpnia 1931)[18]
- Krzyż Walecznych[19]
- Złoty Krzyż Zasługi (10 listopada 1928)[20][21]
- Medal Pamiątkowy za Wojnę 1918–1921[22]
- Medal Dziesięciolecia Odzyskanej Niepodległości[22]